# Arceutobium
Arceutobium (Arceuthobium M.Bieb.) – rodzaj roślin należący do rodziny sandałowcowatych (Santalaceae R.Br.). Obejmuje co najmniej 39 gatunków występujących naturalnie w Ameryce Północnej i Środkowej, północno-wschodniej części Afryki, na obszarze od basenu Morza Śródziemnego przez Bliski Wschód aż po zachodnią Malezję.

## Morfologia
PokrójDorasta do 0,5–70 cm wysokości.
KwiatyMają wielkość 2–4 mm.
OwoceJagody o jajowatym kształcie.

## Biologia i ekologia
Roślina pasożytnicza. Występuje głównie na sosnowatych i cyprysowatych. 

## Systematyka
Pozycja według APweb (aktualizowany system APG III z 2009)
Jeden z rodzajów rodziny sandałowcowatych (Santalaceae R.Br.) z rzędu sandałowców (Santalales R. Br. ex Bercht. & J. Presl) należącego do dwuliściennych właściwych.
Wykaz gatunków
| - Arceuthobium abietinum (Engelm.) Abrams - Arceuthobium abietis-religiosae Heil - Arceuthobium americanum Nutt. ex A.Gray - Arceuthobium apachecum Hawksw. & Wiens - Arceuthobium azoricum Wiens & Hawksw. - Arceuthobium bicarinatum Urb. - Arceuthobium blumeri A.Nelson - Arceuthobium californicum Hawksw. & Wiens - Arceuthobium campylopodum Engelm. - Arceuthobium chinense Lecomte - Arceuthobium chinensis Lecomte - Arceuthobium cubense Leiva & Bisse - Arceuthobium cyanocarpum (A.Nelson) Abrams - Arceuthobium dacrydii Ridl. - Arceuthobium divaricatum Engelm. - Arceuthobium douglasii Engelm. - Arceuthobium gillii Hawksw. & Wiens - Arceuthobium globosum Hawksw. & Wiens - Arceuthobium guatemalense Hawksw. & Wiens - Arceuthobium hondurense Hawksw. & Wiens | - Arceuthobium juniperi-procerae Chiov. - Arceuthobium laricis (Piper) H.St.John - Arceuthobium littorum Hawksw., Wiens & Nickrent - Arceuthobium minutissimum Hook.f. - Arceuthobium monticola Hawksw., Wiens & Nickrent - Arceuthobium occidentale Engelm. ex S.Watson - Arceuthobium oxycedri (DC.) M.Bieb. - Arceuthobium pendens Hawksw. & Wiens - Arceuthobium pini Hawksw. & Wiens - Arceuthobium pusillum M.Peck - Arceuthobium rubrum Hawksw. & Wiens - Arceuthobium sichuanense (H.S.Kiu) Hawksw. & Wiens - Arceuthobium siskiyouense Hawksw., Wiens & Nickrent - Arceuthobium strictum Hawksw. & Wiens - Arceuthobium tibetense H.X.Kiu & W.Ren - Arceuthobium tsugense (Rosend.) G.N.Jones - Arceuthobium vaginatum (Humb. & Bonpl. ex Willd.) J.Presl - Arceuthobium verticilliflora Engelm. - Arceuthobium yecorense Hawksw. & Wiens |